# Himilcon
 (août 2020).
Si vous disposez d'ouvrages ou d'articles de référence ou si vous connaissez des sites web de qualité traitant du thème abordé ici, merci de compléter l'article en donnant les références utiles à sa vérifiabilité et en les liant à la section « Notes et références ».
Pour les articles homonymes, voir Himilcon (homonymie).
Himilcon (en phénicien Chimilkât), dit le Navigateur, serait un navigateur et explorateur carthaginois que l'on croit contemporain d'Hannon (Ve siècle av. J.-C.).
Himilcon serait le premier explorateur connu de la mer Méditerranée à atteindre les côtes du nord ouest de l'Europe. Il aurait conduit une expédition dans l'Océan septentrional, explorant les îles Britanniques et les Cassitérides (Scilly). 

## Le périple d'Himilcon
La plus ancienne référence du voyage d'Himilcon est une brève mention dans l'Histoire naturelle de Pline l'Ancien. Himilcon est cité trois fois par Avienus, qui écrivit un récit poétique sur la géographie au IVe siècle, Ora maritima. Ce périple dut avoir lieu vers 450 av. J.-C. environ. Festus Avienus cite comme sources Himilcon lui-même et des annales puniques. Il mentionne une « île sacrée », la « nation des Hibernes », l'« île des Albions ».
Le capitaine carthaginois et son équipage, partis de Gadès (Cadix), seraient parvenus au pays des Œstrymnides (en), dont les îles sont « riches en étain et en plomb », après un voyage semé d’embûches : bancs d’algues, brouillards épais, hauts et bas-fonds, et autant de monstres marins personnifiant ses difficultés de navigation.
Ce périple reprit sans doute un itinéraire utilisé auparavant par les marins de Tartessos, remontant les côtes de la péninsule Ibérique vers le nord pour faire route vers les Îles Cassitérides, les « îles de l’étain » (Kassiteros signifiant « étain » en grec ancien).
Diverses hypothèses ont été envisagées pour localiser ces îles : disséminées au nord-ouest de l’Espagne actuelle entre Vigo et le cap Finisterre, ou plus au nord vers les côtes britanniques (ce seraient alors les îles Scilly ou archipel des Sorlingues), ou encore en Armorique dans un golfe aujourd’hui ensablé de l’estuaire de la Loire.
Sans vouloir localiser cette île avec précision, il est sans doute plus juste de voir dans le Périple d’Himilcon la « Route de l’étain », minerai qu’on trouvait en plusieurs lieux, route qui menait très certainement jusqu’en Cornouailles, aux fins d'attirer vers Gadès le commerce du plomb et de l'étain.